# Everly (Frankrijk)
Everly is een gemeente in het Franse departement Seine-et-Marne (regio Île-de-France) en telt 610 inwoners (2005). De plaats maakt deel uit van het arrondissement Provins.

## Geografie
De oppervlakte van Everly bedraagt 8,7 km², de bevolkingsdichtheid is 70,1 inwoners per km².
De onderstaande kaart toont de ligging van Everly (Frankrijk) met de belangrijkste infrastructuur en aangrenzende gemeenten.

## Demografie
Onderstaande figuur toont het verloop van het inwonertal (bron: INSEE-tellingen).